# Districtul Judenburg
 Districtul Judenburg  are în anul 2009 o populație de 45.604  loc., ocupă suparafața de  1.097 km², fiind situat în sud-vestul  landului Steiermark din Austria. La data de 26 februarie 1946 va fi despărțit de Judenburg, districtul Knittelfeld

## Localitățile districtului
Districtul cuprinde 24 de comune, două orașe și cinci târguri, nr. de locuitori apare în parateză
| Orașe - Judenburg (Ungültiger Metadaten-Schlüssel 60806Kategorie:Wikipedia:Fehler in Vorlage Metadaten Einwohnerzahl#Ungültiger Metadaten-Schlüssel 60806) - Zeltweg (Ungültiger Metadaten-Schlüssel 60824Kategorie:Wikipedia:Fehler in Vorlage Metadaten Einwohnerzahl#Ungültiger Metadaten-Schlüssel 60824) Târguri - Obdach (Ungültiger Metadaten-Schlüssel 60810Kategorie:Wikipedia:Fehler in Vorlage Metadaten Einwohnerzahl#Ungültiger Metadaten-Schlüssel 60810) - Oberzeiring (Ungültiger Metadaten-Schlüssel 60813Kategorie:Wikipedia:Fehler in Vorlage Metadaten Einwohnerzahl#Ungültiger Metadaten-Schlüssel 60813) - Pöls (Ungültiger Metadaten-Schlüssel 60814Kategorie:Wikipedia:Fehler in Vorlage Metadaten Einwohnerzahl#Ungültiger Metadaten-Schlüssel 60814) - Unzmarkt-Frauenburg (Ungültiger Metadaten-Schlüssel 60822Kategorie:Wikipedia:Fehler in Vorlage Metadaten Einwohnerzahl#Ungültiger Metadaten-Schlüssel 60822) - Weißkirchen in Steiermark (Ungültiger Metadaten-Schlüssel 60823Kategorie:Wikipedia:Fehler in Vorlage Metadaten Einwohnerzahl#Ungültiger Metadaten-Schlüssel 60823) | Comune - Amering (Ungültiger Metadaten-Schlüssel 60801Kategorie:Wikipedia:Fehler in Vorlage Metadaten Einwohnerzahl#Ungültiger Metadaten-Schlüssel 60801) - Bretstein (Ungültiger Metadaten-Schlüssel 60802Kategorie:Wikipedia:Fehler in Vorlage Metadaten Einwohnerzahl#Ungültiger Metadaten-Schlüssel 60802) - Eppenstein (Ungültiger Metadaten-Schlüssel 60803Kategorie:Wikipedia:Fehler in Vorlage Metadaten Einwohnerzahl#Ungültiger Metadaten-Schlüssel 60803) - Fohnsdorf (Ungültiger Metadaten-Schlüssel 60804Kategorie:Wikipedia:Fehler in Vorlage Metadaten Einwohnerzahl#Ungültiger Metadaten-Schlüssel 60804) - Hohentauern (Ungültiger Metadaten-Schlüssel 60805Kategorie:Wikipedia:Fehler in Vorlage Metadaten Einwohnerzahl#Ungültiger Metadaten-Schlüssel 60805) - Maria Buch-Feistritz (Ungültiger Metadaten-Schlüssel 60809Kategorie:Wikipedia:Fehler in Vorlage Metadaten Einwohnerzahl#Ungültiger Metadaten-Schlüssel 60809) - Oberkurzheim (Ungültiger Metadaten-Schlüssel 60811Kategorie:Wikipedia:Fehler in Vorlage Metadaten Einwohnerzahl#Ungültiger Metadaten-Schlüssel 60811) - Oberweg (Ungültiger Metadaten-Schlüssel 60812Kategorie:Wikipedia:Fehler in Vorlage Metadaten Einwohnerzahl#Ungültiger Metadaten-Schlüssel 60812) - Pusterwald (Ungültiger Metadaten-Schlüssel 60815Kategorie:Wikipedia:Fehler in Vorlage Metadaten Einwohnerzahl#Ungültiger Metadaten-Schlüssel 60815) - Reifling (Ungültiger Metadaten-Schlüssel 60816Kategorie:Wikipedia:Fehler in Vorlage Metadaten Einwohnerzahl#Ungültiger Metadaten-Schlüssel 60816) - Reisstraße (Ungültiger Metadaten-Schlüssel 60817Kategorie:Wikipedia:Fehler in Vorlage Metadaten Einwohnerzahl#Ungültiger Metadaten-Schlüssel 60817) - Sankt Anna am Lavantegg (Ungültiger Metadaten-Schlüssel 60808Kategorie:Wikipedia:Fehler in Vorlage Metadaten Einwohnerzahl#Ungültiger Metadaten-Schlüssel 60808) - Sankt Georgen ob Judenburg (Ungültiger Metadaten-Schlüssel 60818Kategorie:Wikipedia:Fehler in Vorlage Metadaten Einwohnerzahl#Ungültiger Metadaten-Schlüssel 60818) - Sankt Johann am Tauern (Ungültiger Metadaten-Schlüssel 60819Kategorie:Wikipedia:Fehler in Vorlage Metadaten Einwohnerzahl#Ungültiger Metadaten-Schlüssel 60819) - Sankt Oswald-Möderbrugg (Ungültiger Metadaten-Schlüssel 60820Kategorie:Wikipedia:Fehler in Vorlage Metadaten Einwohnerzahl#Ungültiger Metadaten-Schlüssel 60820) - Sankt Peter ob Judenburg (Ungültiger Metadaten-Schlüssel 60821Kategorie:Wikipedia:Fehler in Vorlage Metadaten Einwohnerzahl#Ungültiger Metadaten-Schlüssel 60821) - Sankt Wolfgang-Kienberg (Ungültiger Metadaten-Schlüssel 60807Kategorie:Wikipedia:Fehler in Vorlage Metadaten Einwohnerzahl#Ungültiger Metadaten-Schlüssel 60807) |

|  |